# Nepal
Nepal (în trecut sub denumirea Republica Federală Democratică Nepal) este un stat în sudul Asiei, în inima munților Himalaya, situat la cea mai mare altitudine și înghesuit între doi giganți India la sud și China (Tibet) la nord.

## Istorie

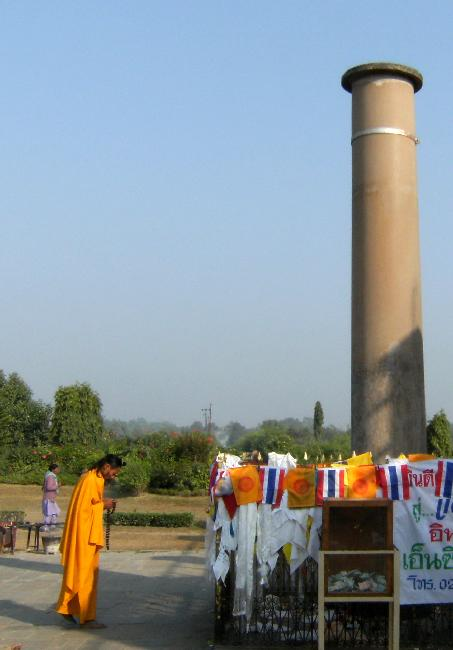
Lumbini, locul nașterii lui Buddha

Așezarea geografică a Nepalului în Himalaia centrală, între India la sud și China (Tibet) la nord, cele mai puternice state și strălucite civilizații ale Asiei, și-a pus pecetea asupra întregii istorii nepaleze. Populația este formată din nepalezi de origine indo-europeană imigrați din India, iar în nord și est din triburi de origine tibetano-birmană venite din Tibet.

Primele mențiuni documentare ale Nepalului, datează din secolele III -IV, iar inagurarea pasurilor transhimalayene după 600 face din Nepal o zonă de tranzit în comerțul intercontinental dinspre China peste Tibet spre India. În evul mediu influența indiană asupra principatelor nepaleze este consolidată după instaurarea în India de nord a stăpânirii islamice a Marilor Moguli (1526) de către refugiații hinduși în căutarea unui nou adăpost. 

Ctitorul Nepalului modern a fost principele gurkha Prithvi Narayan Shan, în anul 1768. El realizează în anii 1768-1769 unitatea statală a Nepalului prin cucerirea principatelor Kathmandu, Pátan și Bhádgáon. Noul guvern stabilește capitala la Kathmandu și face din hinduism religia oficială a statului.

## Cadru geografic

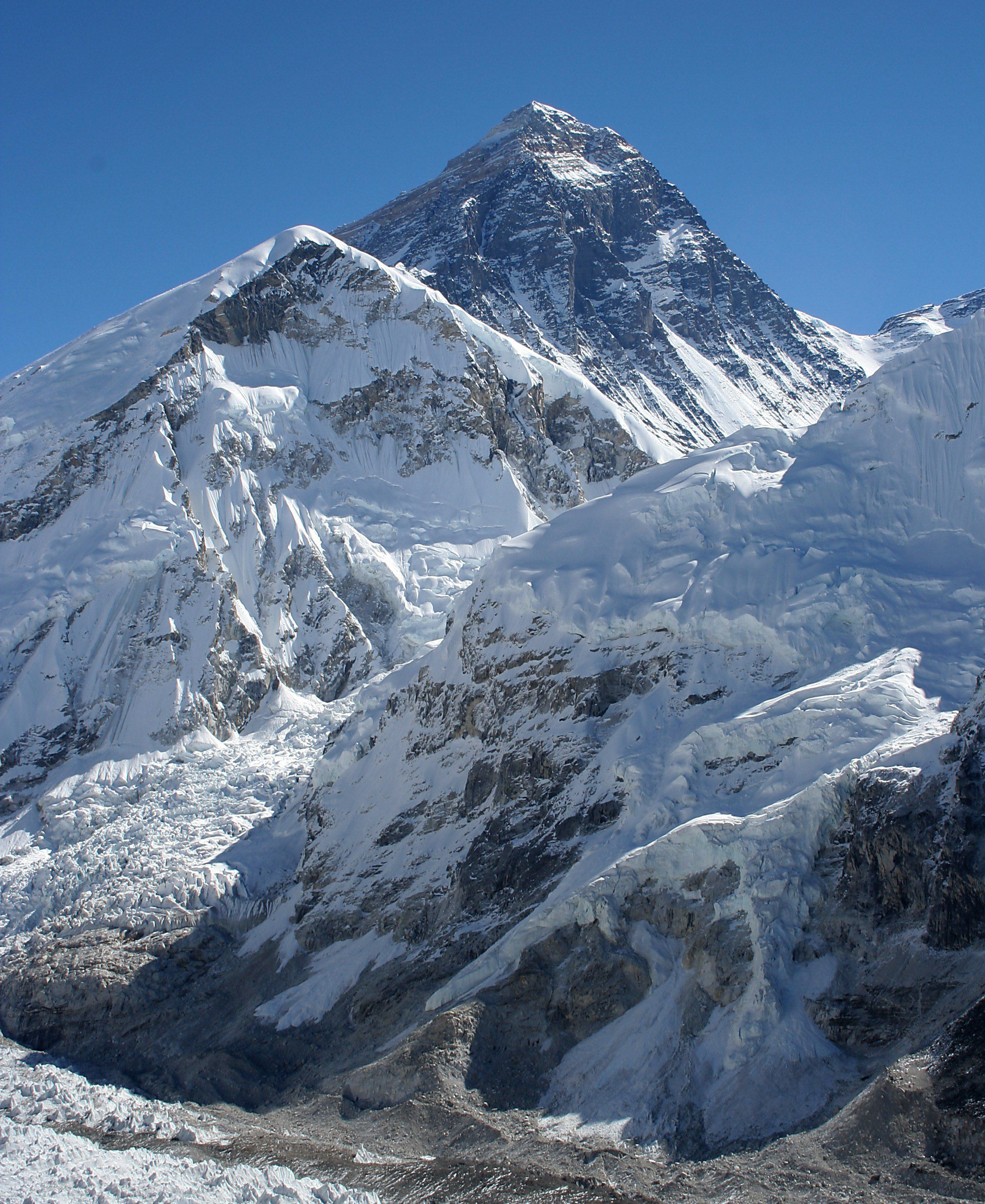
Vârful Everest

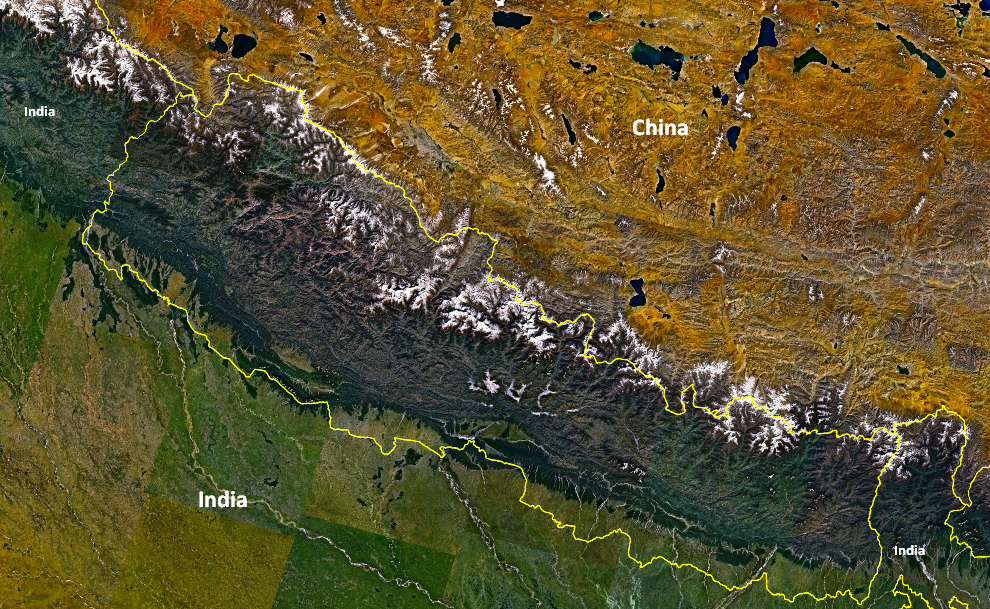
Nepal din satelit

### Așezare geografică
Nepalul este țara situată la cea mai mare altitudine și înghesuită între doi giganți (China, în nord, și India, în sud), lipsită de acces direct la Oceanul Planetar.

### Relief
Pe o suprafață foarte redusă se întâlnesc forme de relief extrem de diverse. Lățimea Nepalului de la nord la sud nu depășește 200 de kilometri, însă vârfurile Munților Himalaya sunt permanent acoperite de gheață. La granița dintre Nepal și China se află cel mai înalt munte din lume, Muntele Everest (Chomolungma), care măsoară 8.848 de metri altitudine. În interiorul țării se înalță terenuri muntoase, separate de văi adânci. Pe versanții munților au fost amenajate terase, în urma defrișării pădurilor cu mulți ani în urmă. Dincolo de înălțimile de 2.000-4.000 de metri deasupra nivelului mării se ridică un perete alb de gheață: Himalaya, cel mai înalt lanț muntos din lume.
Relieful prezintă trei mari sectoare: Terai (în sud), sector al marii Câmpia Gangelui (alt medie 200 m), la poalele Munților Siwalik (Churia); Munții Siwalik, Mahabharat și Himalaya Joasă (în partea centrală, alt. sub 3000m), cu multe depresiuni drenate de afluenți ai Gange; Himalaya Înaltă, în nord, cu 23 de vf. ce depășesc 7600 m și 6 care depășesc 8000 m.

### Climă
Influențată de altitudine, este în sud tropical-musonică, cu precipitații foarte bogate și ierni plăcute, subtropicală în depresiunea din zona centrală, temperată și rece în Himalaya Înaltă.

### Vegetație
Pădurile ocupă peste 40% din suprafața statului. Vegetația este variată: jungla tropicală, păduri de pin, de stejar, de conifere și pajiști alpine.

### Faună
Nepal are o faună variată: rinoceri, tigri, elefanți, căprioare, capre sălbatice, leoparzi de zăpadă, mufloni, crocodili, peste 1000 de specii de păsări.

### Ape
Ape curgătoare (Karnali, Gandaki, Sapt Kosi etc.), ce aparțin bazinului Gangelui și au un potențial energetic ridicat (63000 MW)

### Soluri
Negre-acide si terra rossa.

## Principalele orașe
Kathmandu este capitala statului și cel mai mare oraș al țării (822.930 locuitori; aglomerație urbană 1.442.271). Orașe principale (mii locuitori): Biratnagar (166,7), Lalitpur (163), Pokhara (156,3), Birganj (112,5).

## Economie
Economia Nepalului este caracterizată printr-un procent ridicat al populației (circa 80%), care se ocupă cu agricultura, ceea ce este caracteristic țărilor în curs de dezvoltare.
Venitul național pe cap de locuitor este de 208 euro, valoare care indică un nivelul de trai relativ ridicat în comparație cu alte țări în curs de dezvoltare.
Nepal este un stat în curs de dezvoltare, având un PIB de 42,17 miliarde $ și un venit pe cap de locuitor de 1500 $. Nepal se confruntă cu un șomaj ridicat (cca 40%) și o inflație mare (cca. 9%)

### Industrie
Este reprezentată de întreprinderi mici axate pe prelucrarea materiilor prime forestiere și agricole: industria de prelucrare a lânii, iutei, lemnului, zahărului, industria chimică, industria producătoare de energie electrică (hidro).

### Agricultură
Este principala ramură a economiei. Cultura plantelor se practică în zona de câmpie de sud și în depresiunile montane din partea centrală: iută, trestie-de zahăr, orez. Se cresc mai ales bovine, caprine și bubaline (locul 4 pe glob).

### Transporturi și telecomunicații
Sunt slab dezvoltate, căile operaționale măsoară doar 59 km; dintre cei 15900 km drumuri, numai 8590 km sunt pavați; 48 de aeroporturi, dintre care doar unul internațional.

### Comerț
O parte din energia electrică produsă se exportă în India și Bangladesh. Un partener comercial este și Bhutan.

### Turism
Joacă un rol important, Nepal fiind un stat cu un potențial ridicat (templele de pe Valea Kathmandu, crestele munților Himalaya).

## Politică
Nepal a fost singurul regat hinduist din lume.
În 2001 a avut loc un masacru neașteptat în familia regală: regele Birendra și opt membri ai familiei regale au fost uciși de prințul moștenitor, care s-a sinucis apoi.
A urmat la tron regele Gyanendra, care introdus o dictatură regală în 2005. După mari manifestații de protest, a fost nevoit să reinstaureze o formă de democrație.
În 2007, parlamentul a acceptat cererea maoiștilor de abolire a monarhiei și de instaurare a republicii. 
Se preconizează ca după plecarea regelui, palatul regal să fie transformat în muzeu.

## Districte

Împărțirea administrativ-teritorială

Nepal este împarțit în 14 zone și 75 de districte, grupate în 5 regiuni de dezvoltare. Fiecare district este administrat de un ofițer-șef de district permanent, care are responsabilitatea de a menține legea și ordinea, precum și un rol de coordonare a activităților guvernamentale. Cele 5 regiuni și 14 zone sunt următoarele:
- Regiunea Estică (Purwanchal)
  - Kosi
  - Mechi
  - Sagarmatha
- Regiunea Centrală (Madhyamanchal)
  - Bagmati
  - Janakpur
  - Narayani
- Regiunea Vestică (Pashchimanchal)
  - Dhawalagiri
  - Gandaki
  - Lumbini
- Regiunea Vestică-Mijlocie (Madhya Pashchimanchal)
  - Bheri
  - Karnali
  - Rapti
- Regiunea Vestică Îndepărtată (Sudur Pashchimanchal)
  - Mahakali
  - Seti

## Demografie

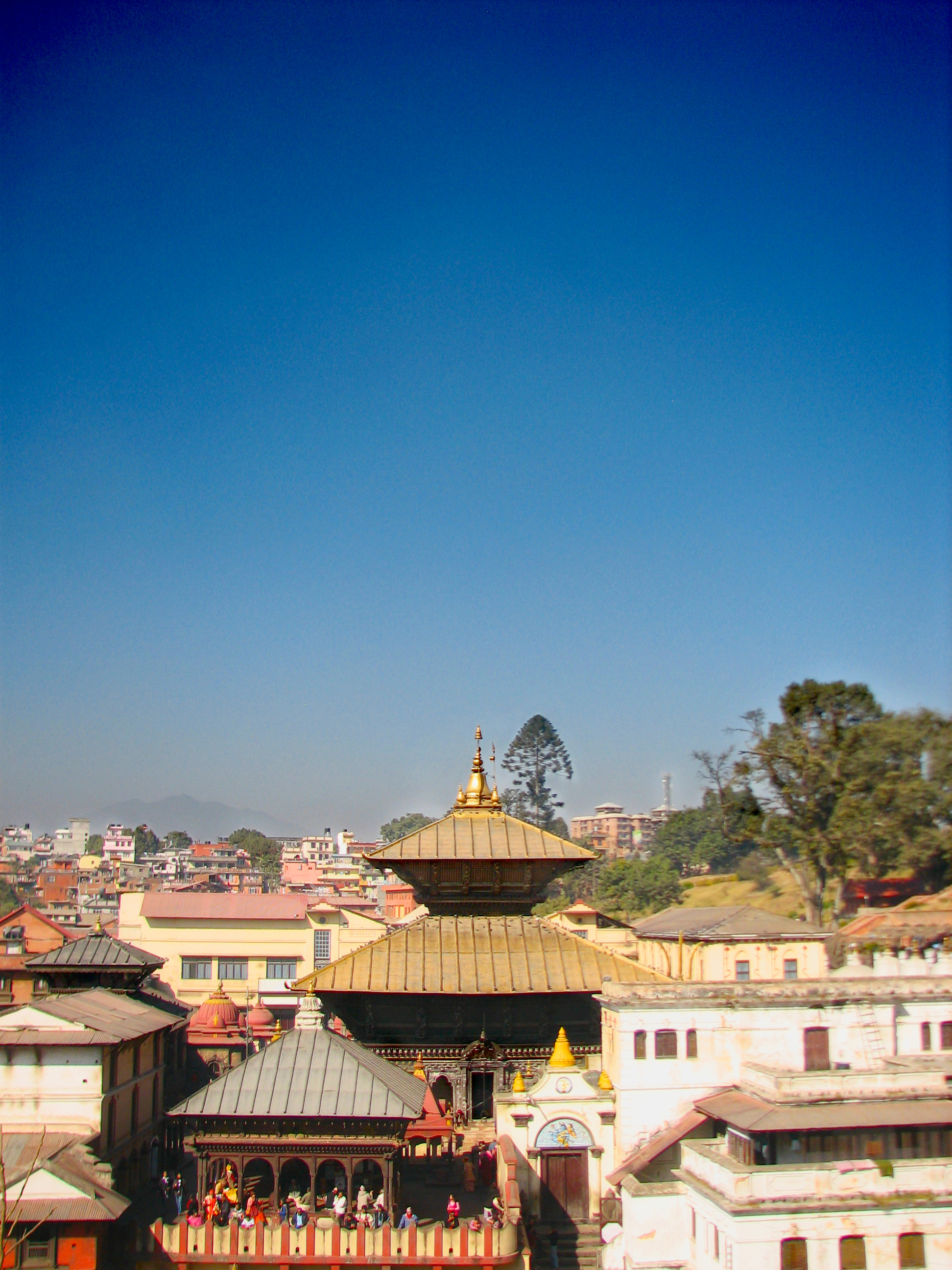
Templul Pashupatinath din Kathmandu

Populația Nepalului este de cca 29.331.000 locuitori și o densitate de 199,3 loc/km².
Majoritatea populației este nepaleză de origine indo-ariană, însă există și o importantă minoritate tibeto-nepaleză, o mică comunitate dravidiană. Principalele religii sunt: Hinduismul (religia oficială), Budismul, Islamul, Kirat.